# Angrobia
Angrobia là một chi ốc nước ngọt cỡ nhỏ có nắp, là động vật thân mềm chân bụng sống dưới nước trong họ Hydrobiidae.
Tất cả các loài trong chi này hiện nay dường như đã được chuyển vào chi Austropyrgus.

## Các loài
Chi này có các loài sau:
- Angrobia anodonta
- †Angrobia dulvertonensis
- Angrobia dyeriana
- Angrobia grampianensis
- Angrobia petterdi
- Angrobia simsoniana